# Véhicule blindé léger
Pour les articles homonymes, voir VBL.
 (janvier 2013).
Si vous disposez d'ouvrages ou d'articles de référence ou si vous connaissez des sites web de qualité traitant du thème abordé ici, merci de compléter l'article en donnant les références utiles à sa vérifiabilité et en les liant à la section « Notes et références ».
Le Véhicule blindé léger, abrégé en VBL, est un véhicule blindé amphibie à quatre roues motrices conçu par Panhard (devenue Arquus en 2018) au début des années 1980.

Entré en service dans l'armée de Terre française en 1990, il est conçu pour effectuer des missions de reconnaissance ou des liaisons sous blindage, tout en étant protégé contre les attaques NRBC.

## Historique

### Développement
En 1978, l'état-major de l’armée de Terre (EMAT) lance un appel à projets visant à concevoir un véhicule blindé à roues avec une masse de moins de 3,5 tonnes et devant assurer des missions de reconnaissance ou de lutte antichar. Cinq sociétés (dont Panhard, Renault et Lohr) répondirent à l'appel d'offres. Panhard et Renault furent sélectionnées en vue de concevoir et fabriquer chacun trois prototypes qui furent testés en 1983 et 1984 par l'armée de Terre française.

Le 15 février 1985, le prototype de Panhard remporte l'appel d'offres et prit l'appellation de VBL (Véhicule Blindé Léger). Quinze VBL de présérie furent livrés entre juin et octobre 1988 à l'armée de Terre en vue d'effectuer des essais complémentaires dans des environnements variés. Entre-temps, trois VBL furent déployés en mars 1985 par l'armée de Terre au Liban dans le cadre de la FINUL (remplacés par le PVP en 2008).
Une version MK2 est présentée au salon Eurosatory 2012. Une version Mk3 destinée à l'exportation est présentée en 2023.

### Engagements
Le VBL a participé à toutes les opérations militaires françaises depuis les années 1990.
Le 27 février 2013, un VBL français du régiment d'infanterie chars de marine (RICM) a été endommagé par un engin explosif lors des opérations dans l'Adrar des Ifoghas au Mali. Deux soldats ont été blessés, l'un légèrement, l'autre plus sérieusement.
Le lundi 28 décembre 2020, au cours d’une mission d’escorte de convoi entre Gossi et Hombori, au Mali, le BCH Tanerii MAURI, le 1CL Quentin PAUCHET et le 1 CL Dorian ISSAKHANIAN du 1er régiment de Chasseurs de Thierville-sur-Meuse sont tombés lorsque leur véhicule blindé léger a été touché par l’explosion d’un engin explosif improvisé. Ils sont morts sur le coup.
Le samedi 2 janvier 2021 au cours d'une mission de renseignement dans la région de Menaka un vehicule blindé léger est touché par un engin explosif improvisé. Malgré les premiers secours apportés, le SGT Yvonne HUYNH et le BRI Loïc RISSER y laissent leur vie.

## Versions

### En service dans l'Armée de Terre française
Il existe une version « châssis court » (VBL classique) et une autre « châssis long » (VB2L ou VBR pour Véhicule Blindé à roues). À partir de ces deux versions de base, la société Panhard (puis Arquus) a développé 13 versions :
- Éclairage : 1 mitrailleuse de calibre 7,62 mm - des optiques  à intensification de lumière pour la conduite de nuit - des appareils de détection NBC ;
- VBL Milan : équipée en plus d'un lance-missiles antichars Milan d'une portée de 1 900 m avec 6 missiles embarqués ;
- VBL Eryx : destinée au combat antichar courte portée, jusqu’à 600 mètres, des unités blindées ou mécanisées, elle est équipée du poste de tir pour missiles Eryx avec 4 missiles embarqués ;
- VBL AT4CS : destinée au combat antichar très courte portée, jusqu’à 250 m avec emport de 5 munitions ;
- VBL PC (châssis long) : poste de commandement avec 2 postes radio VHF et un poste HF/BLU ;
- VBL RECO 12.7 : équipée d'une mitrailleuse de calibre 12,7 mm en superstructure, d'une portée maximale effective de 2 000 m ;
- VBL RECO lance-grenades : équipée d'un lance-grenades de 40 mm d'une portée de 2 000 m ;
- VBL ULTIMA : VBL rénové au standard Ultima livrés à partir de 2021, dans l’attente du remplacement programmé au-delà de 2025 par le Véhicule blindé d’aide à l’engagement (VBAE). Il est équipé d'un nouveau moteur PSA DW10F de 130 ch et une boîte de vitesses automatique Mercedes W5A 580 à cinq rapports. Remplacement de la suspension arrière par un système double triangle double combiné ressort et amortisseur, avec suppression du système de propulsion amphibie devenue inutile du fait de la perte de flottabilité en raison de sa masse augmentée au fil des améliorations (kit de surprotection et plancher antimine notamment[6]) et renforcement de la suspension avant avec intégration d'une barre antiroulis. Modification du circuit de freinage avec ajout d'un ABS, modification de la boîte de transfert ainsi que du circuit de refroidissement qui sont conservés[7]. Le confort est amélioré par l'apport d’un système d’air conditionné et grâce à un nouvel isolant phonique. Son PTAC passe de 4,4 à 5,2 tonnes, sa charge utile est de 1,3 tonne. Il est reconnaissable à son capot bombé, nécessaire pour loger l'ensemble moteur plus volumineux[8]. En mai 2025, 349 ont été livrés sur 610 commandés pour une cible LPM de 800 à l'horizon 2030 ; la Grèce négocie la transformation de 240 de ses véhicules à ce standard[9].

### Versions export
- VBL TOW : équipée d’un poste de tir lance-missiles antichars américain TOW, destiné au combat antichar longue portée, jusqu’à 3 750 m. Emport de 4 munitions ;
- VBL canon de calibre 20 mm : (prototype) est équipé d’un tourelleau KUKA armé d’un canon mitrailleur Rheinmetall Rh-202 de calibre 20 mm à double alimentation. Ce véhicule permet le déplacement rapide d’un moyen d’appui performant contre l’infanterie, les véhicules de combat blindés et les fortifications (antisniper dans les immeubles, tirs de précision) ;
- VBL Mk 3 présenté en 2023, qui reprend les améliorations du VBL Ultima de l'armée française (cf. ci-dessus), ainsi qu'un nouveau tableau de bord permettant une « meilleure gestion de la situation tactique », de nouveaux sièges, une climatisation plus puissante et un système de variation des pressions de gonflage (VPG). Il peut être équipé d'un tourelleau téléopéré Hornet Akeron qui combine une mitrailleuse et un lance-missile antichar Akeron MP de MBDA[10].

### Prototypes
- VBL Tourelle fermée : équipée d’une mitrailleuse de calibre 12,7 mm en superstructure installée sur tourelle à commande électrique déportée.
- VBL Source : développé par Thales sous mandat DGA. Il consiste en un système d'acquisitions vidéo, thermique et laser monté sur un mât entièrement rétractable. Il a été présenté à l'Eurosatory en juin 2006.
- VBL Mistral (en cours de définition) : il sera destiné à emporter sous blindage le poste de tir sol-air MISTRAL destiné à protéger les forces en opérations avec 6 missiles emportés.
- VBL Azur (action en zone urbaine) : modifié pour le combat en zone urbaine, ce véhicule devrait être équipé de coupe-fils, de lance-grenades (à l'avant et à l'arrière), d'un pare-buffle, d'un panneau d'identification, de porte-coffres latéraux et d'un phare de recherche[11].
- VBL gendarmerie : Au début des années 1990 et afin de remplacer ses Panhard AML en service dans le Groupement blindé de gendarmerie mobile depuis les années 1960, la Gendarmerie demande à Panhard de mettre au point une version du VBL (véhicule blindé léger) adaptée aux opérations de maintien de l'ordre mais le prototype ne fut pas adopté, et les AML furent retirées du service en 1997 sans remplaçant[12].
- VBR : Pour donner suite à sa gamme de véhicule VBL, Panhard a présenté au salon Eurosatory 2002 un nouveau véhicule blindé à roues, le VBR. Ce véhicule blindé de reconnaissance est un 4 X 4, d'une longueur de 5m45 et d'un poids en ordre de combat de 7,5 tonnes, offrant une charge utile de 2 tonnes. Il est fortement protégé contre les mines, les menaces balistiques et le risque NRBC[13].

## Unités françaises équipées
1 390 véhicules au 31 décembre 2019, d'un âge moyen de 21 ans avec un taux de disponibilité de 60 %, ayant un coût de maintien en condition opérationnelle de 14 194 € sur environ 1 600 livrés.
Liste non exhaustive :

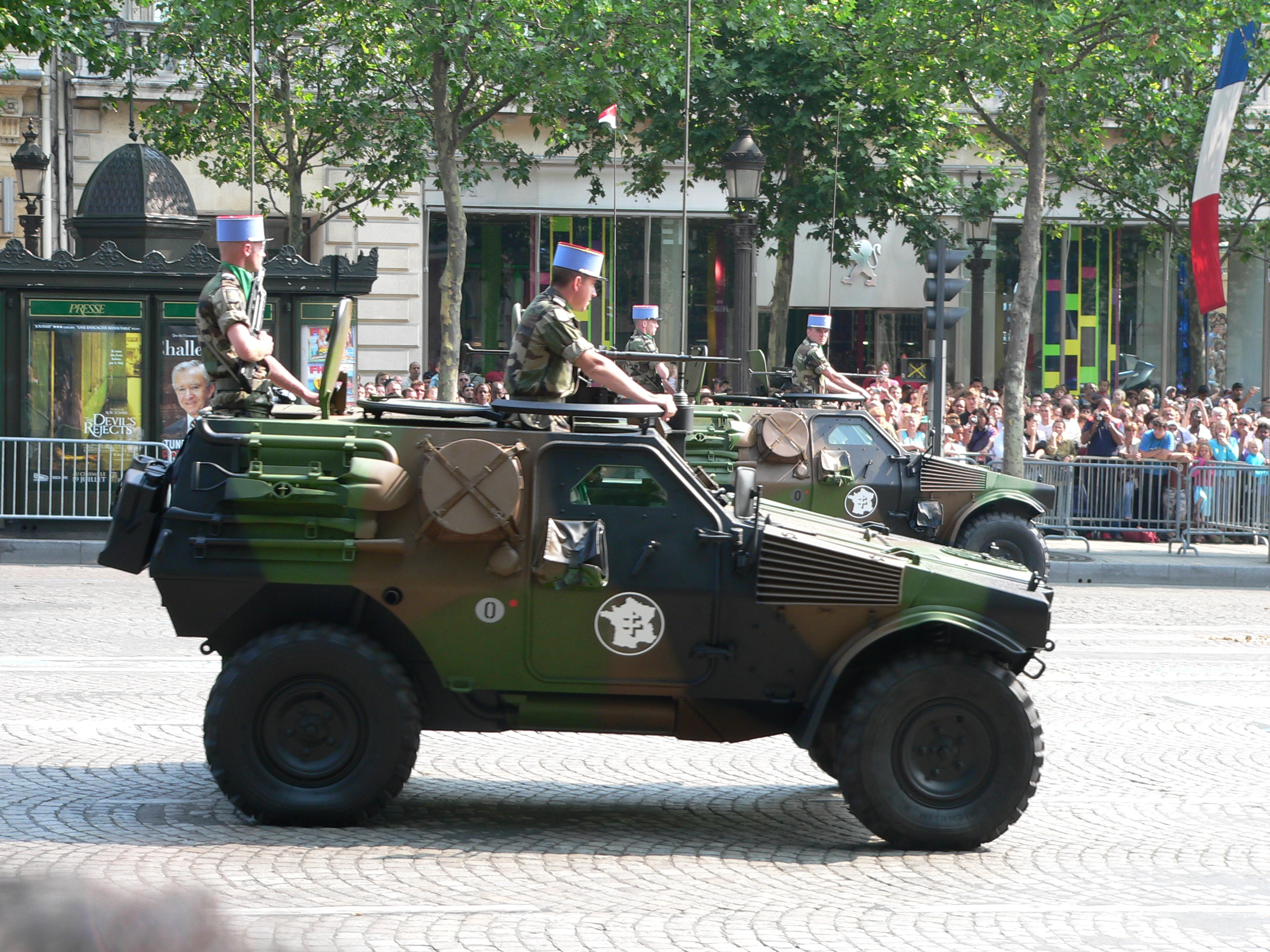
VBL standard.

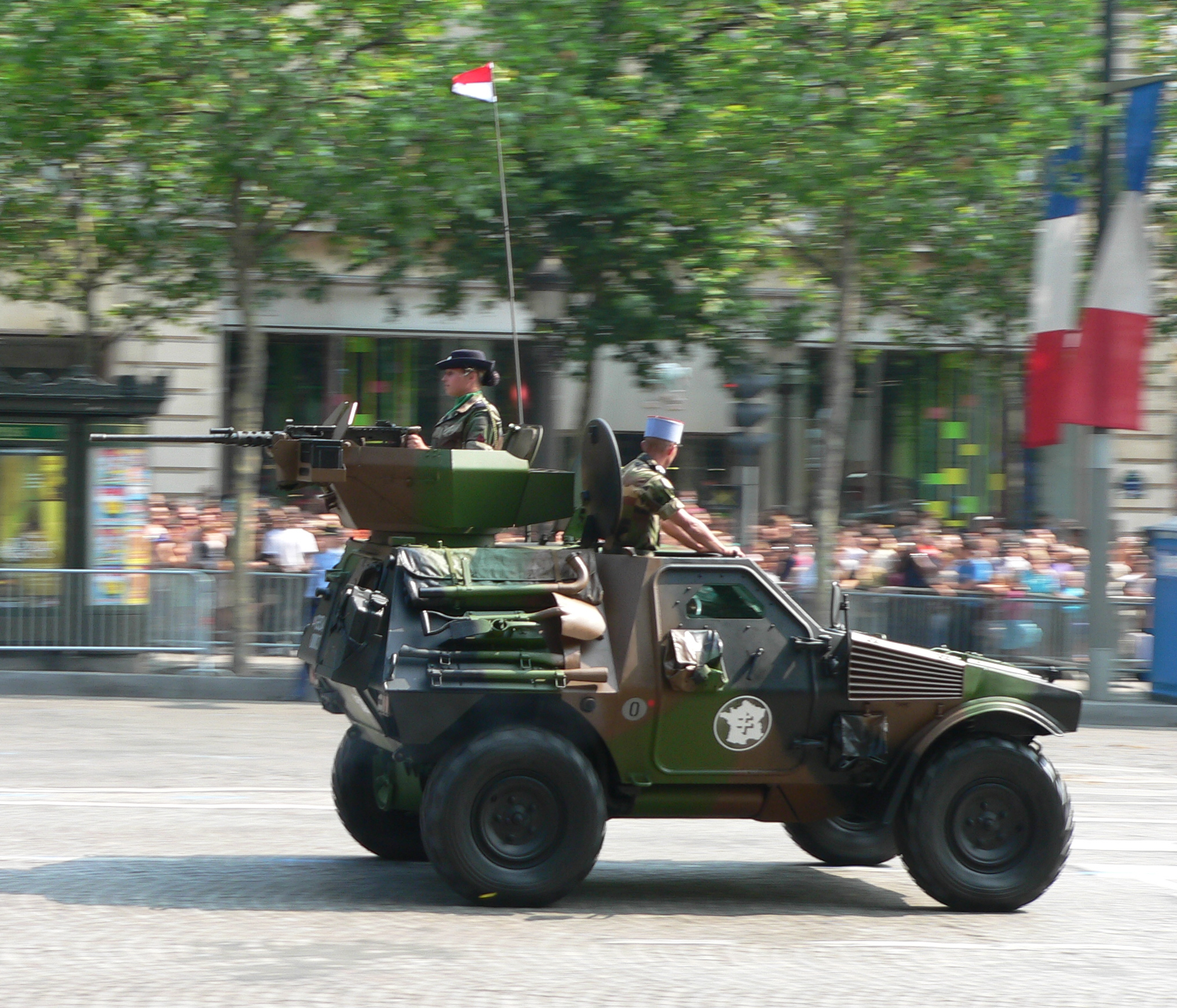
VBL reconnaissance avec une mitrailleuse 12,7 mm.

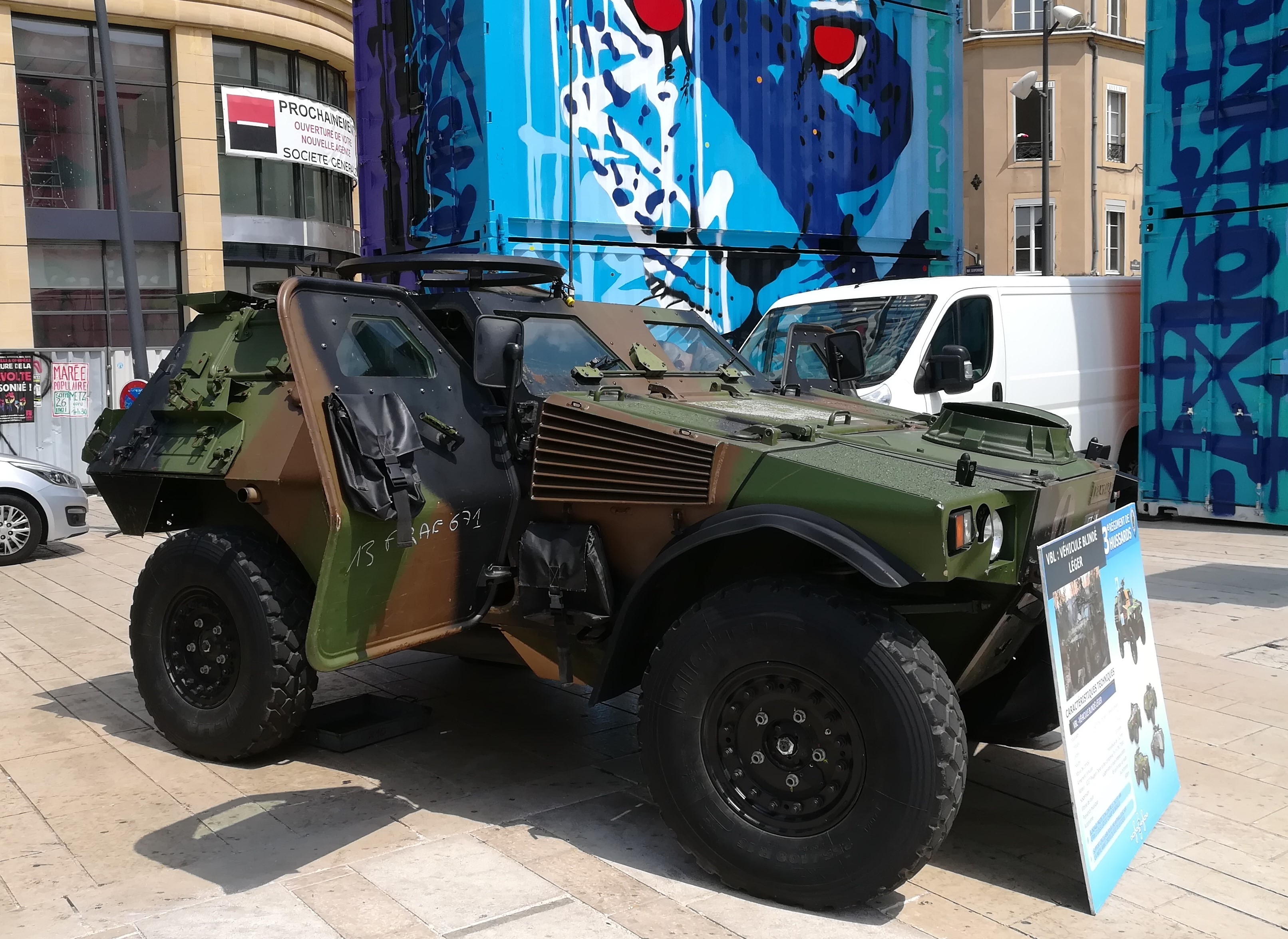
Un VBL du 3ème régiment de hussards, place de la République de Metz, le 13 juillet 2018.

- 2e régiment de hussards (avec une version créée spécialement pour ce régiment) ;
- 501e régiment de chars de combat (501 RCC) de Mourmelon-le-Grand ;
- 1er régiment de hussards parachutistes (1er RHP) ;
- 1er régiment d'infanterie de Sarrebourg ;
- 4e régiment de chasseurs ;
- 1er régiment étranger de cavalerie (1er REC) de la Légion étrangère ;
- 35e régiment d'infanterie (section de reconnaissance régimentaire) ;
- régiment d'infanterie-chars de marine (RICM) de Poitiers ;
- 1er régiment d'infanterie de marine ;
- 2e régiment d'infanterie de marine de Auvours ;
- régiment de marche du Tchad (RMT) de Meyenheim ;
- 21e régiment d'infanterie de marine (section de reconnaissance régimentaire) ;
- 1er régiment de spahis ;
- 16e bataillon de chasseurs (section de reconnaissance régimentaire) ;
- 152e régiment d'infanterie de Colmar ;
- 12e régiment de cuirassiers de Olivet ;
- 1er régiment de chasseurs de Thierville-sur-Meuse ;
- 3e régiment de hussards de Metz.

## Utilisateurs

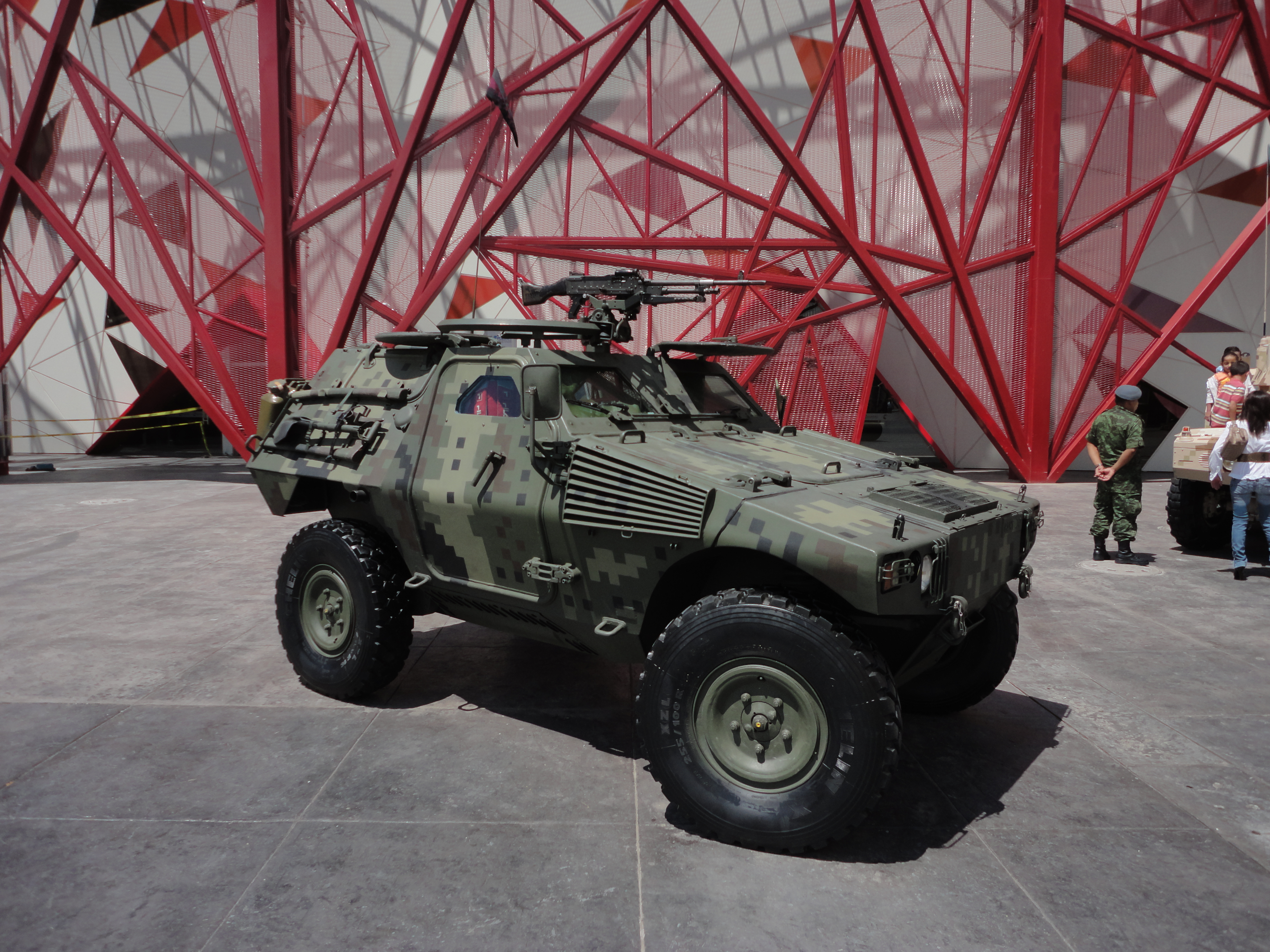
Un VBL de l'armée mexicaine (2010).

16 pays ont acheté des VBL en 2018 :
- Bénin (10)
- Botswana (64)
- Cambodge
- Cameroun (5)
- Djibouti (17)
- France (1 390 unités au 31 décembre 2019)[15]
- Gabon (12)
- Géorgie
- Grèce (243)
- Indonésie (21)
- Koweït (20)
- Mexique (40)
- Niger (7)
- Nigeria (72)
- Oman (56)
- Portugal (18)
- Qatar (16)
- Rwanda (16)
- Togo (2)

## Galerie

Vue schématique de côté du VBL.
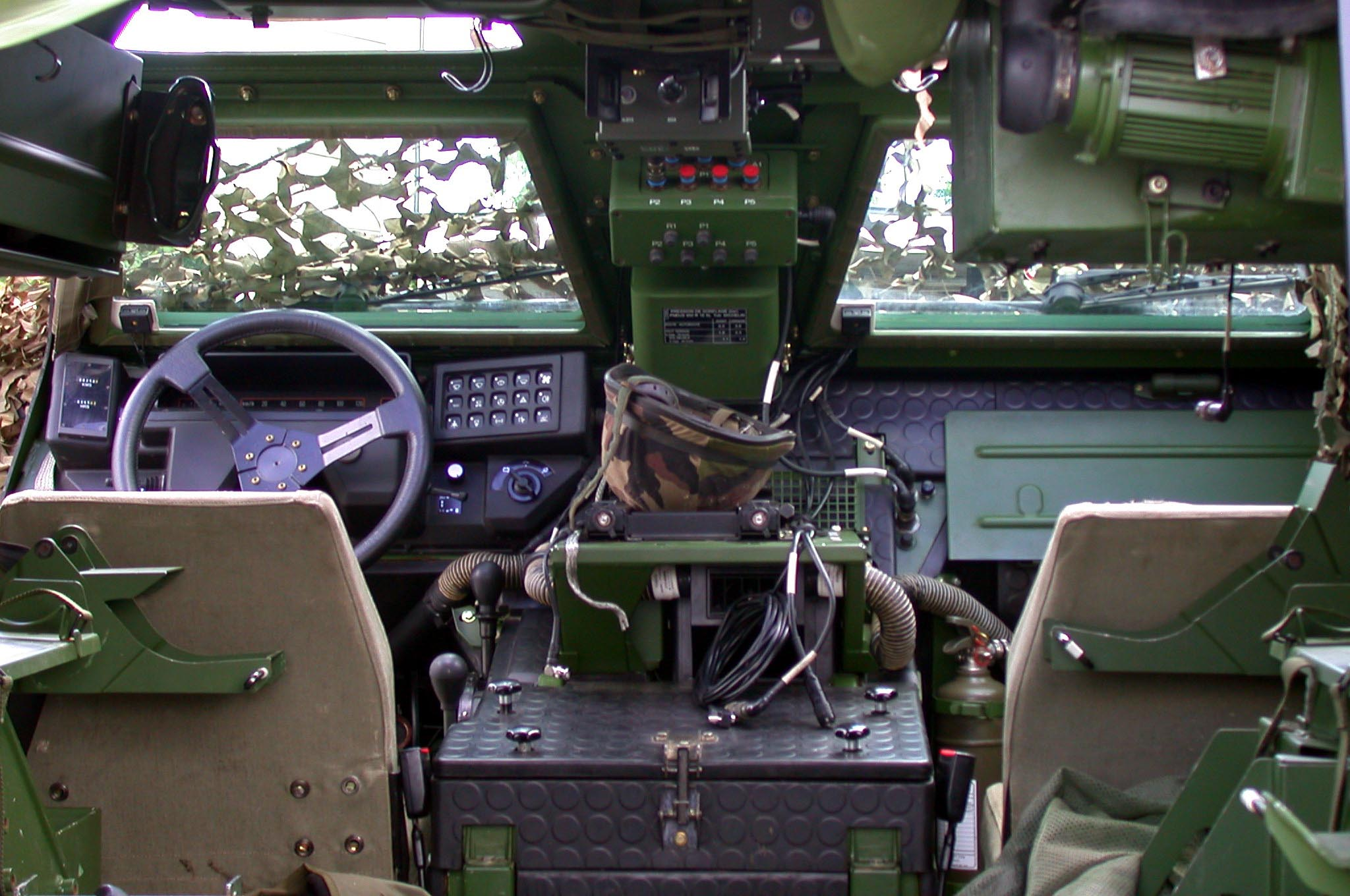
Intérieur du VBL.
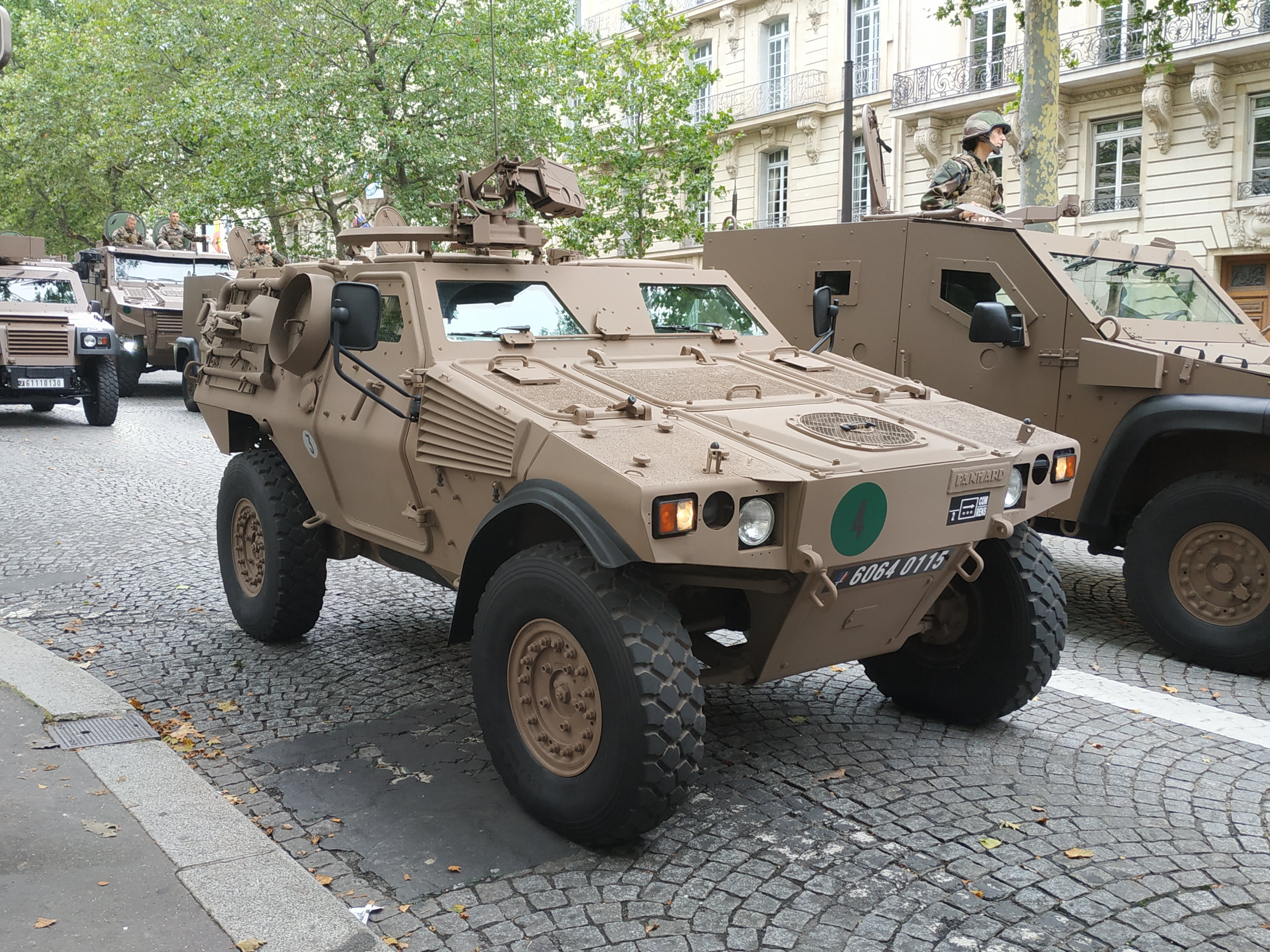
VBL aux nouvelles couleurs de l’armée française, appliquées à partir de 2020.
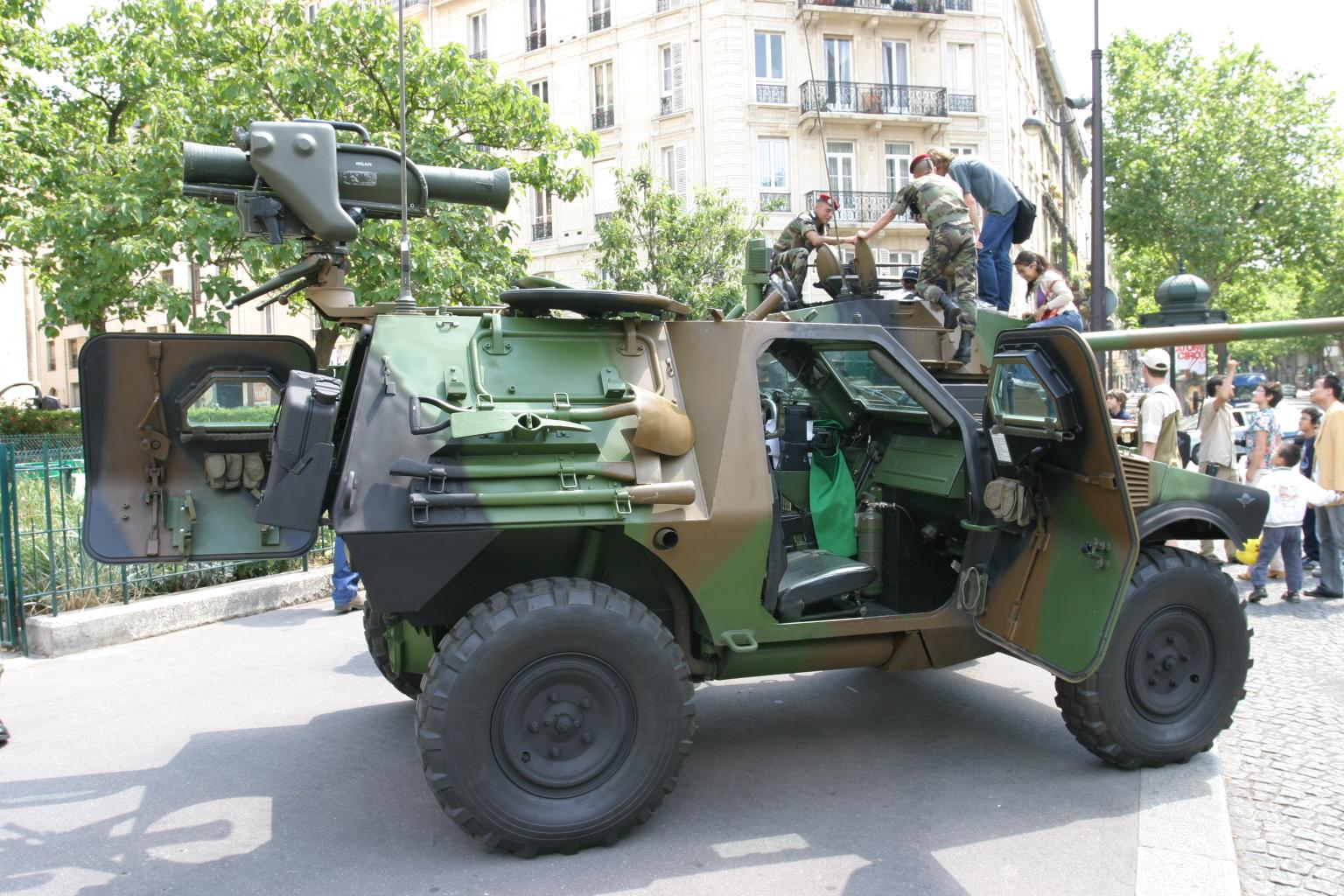
VBL version Milan.
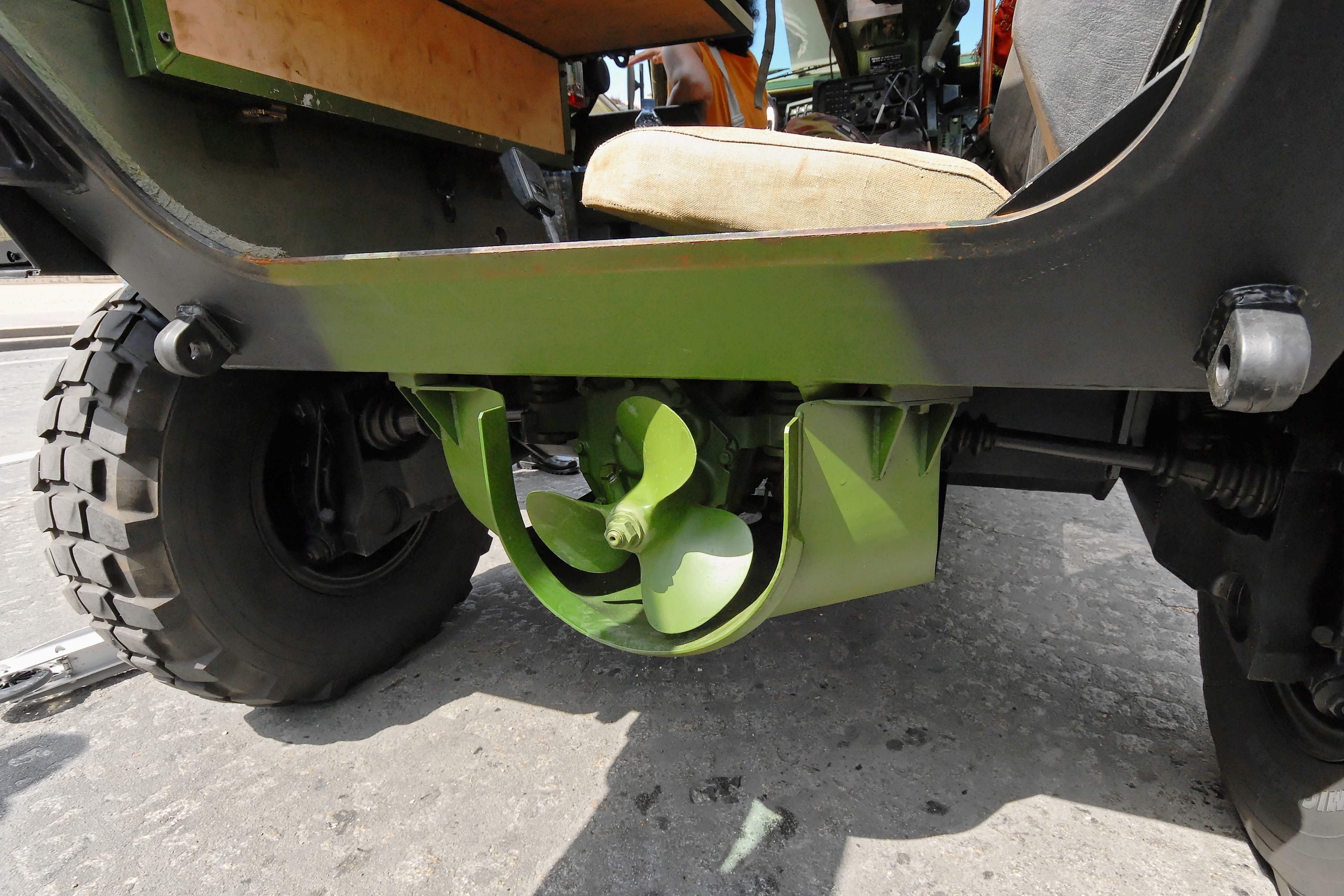
L'hélice du propulseur du VBL, à l'arrière du véhicule.
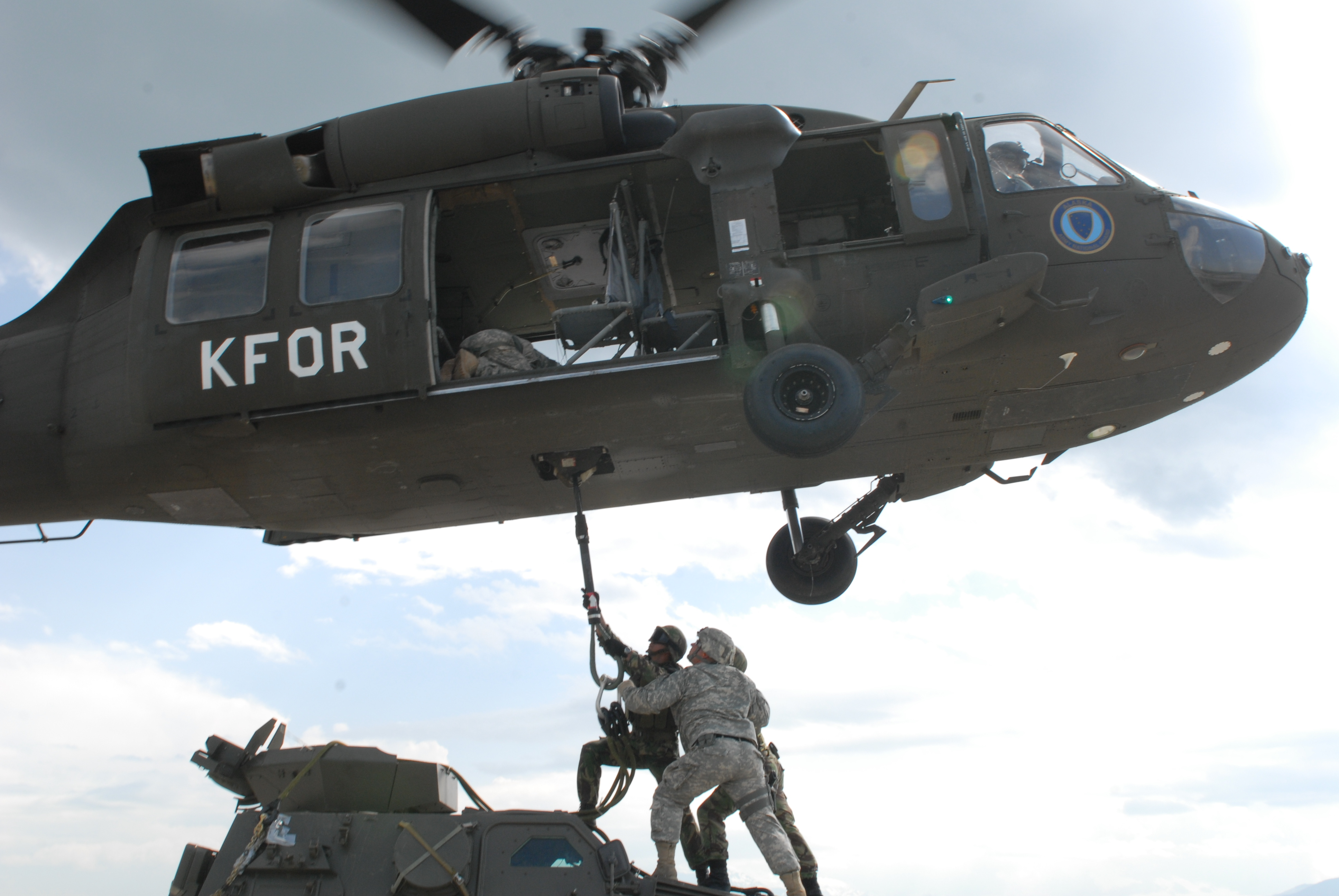
un VBL hélitreuillé par un hélicoptère américain UH-60 Blackhawk.
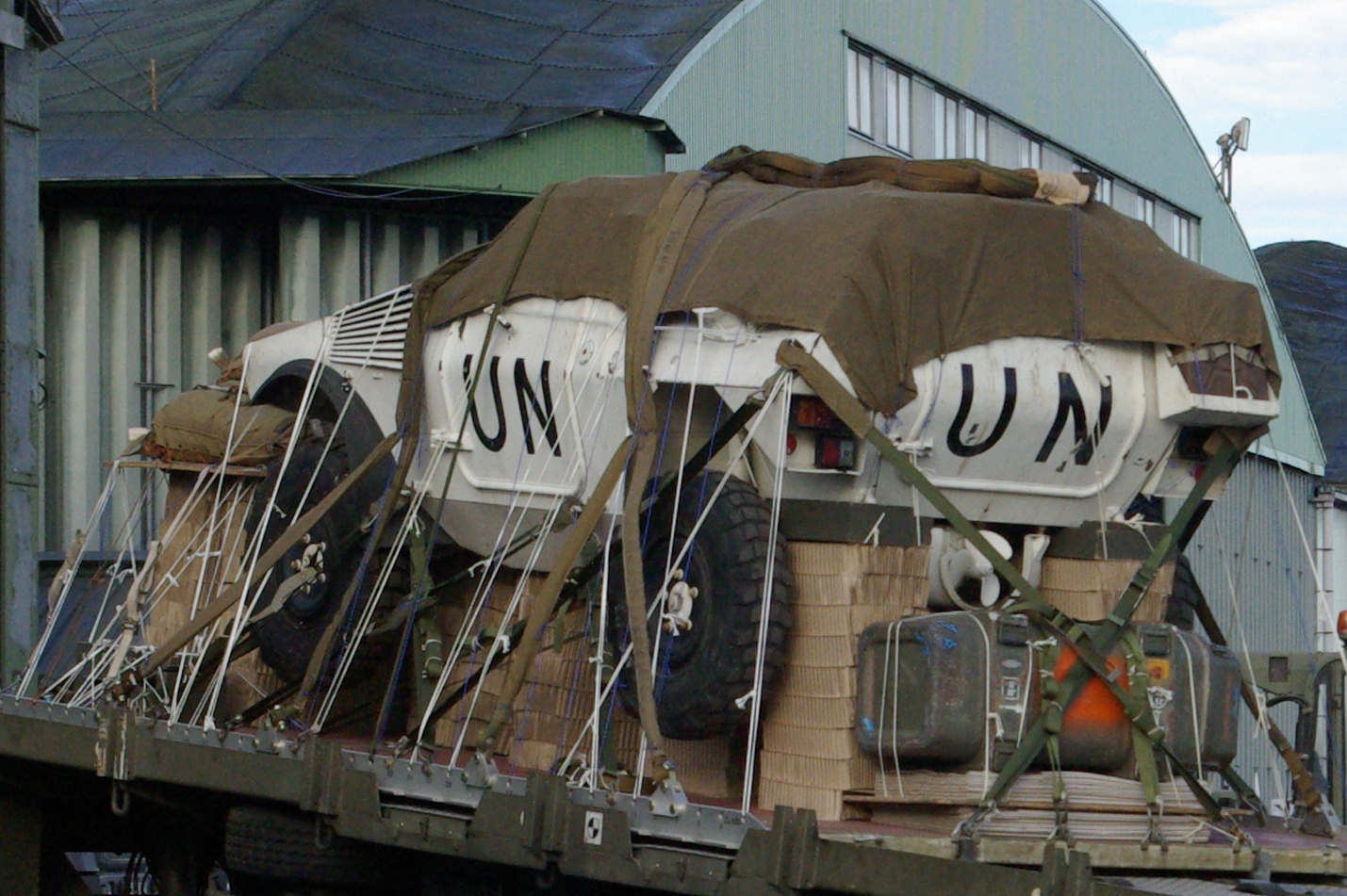
Un VBL français empaqueté sur une palette pour être parachuté.